# Balijski jezik
██ Balijski je izvorni jezik i većina se prenosi
██ Balijski je značajan manjinski jezik
Balijski jezik (ISO 639-3: ban), jedan od jezika skupine bali-sasak kojim se služe pripadnici etničke grupe Balijaca na otoku Bali, sjeveru otoka Nusa Penida, zapadu Lomboka, istočnoj Javi i južnom Celebesu (Sulewasi). 
Jezik ima najmanje dva dijalekata. Populacija govornika: 3 900 000 (2001 Johnstone and Mandryk).

## Vanjske poveznice
- Ethnologue (14th)
- Ethnologue (15th)